# Kedaleman (Rogojampi)
Kedaleman is een bestuurslaag in het regentschap Banyuwangi van de provincie Oost-Java, Indonesië. Kedaleman telt 4451 inwoners (volkstelling 2010).